# Amia
Amia is een geslacht van straalvinnige vissen uit de  familie van de moddersnoeken (Amiidae) en de infraklasse Holostei. Ze worden beschouwd als taxonomische relicten, omdat ze de enige overlevende soort zijn van de orde Amiiformes, die dateert uit het Jura tot het Eoceen en tot op de dag van vandaag voortduurt. Amia calva is de enige levende soort in het geslacht en een aantal uitgestorven soorten die zijn beschreven aan de hand van fossielen.

## Evolutie en fylogenie
Amia is het laatst overgebleven lid van de Halecomorphi, een groep die veel uitgestorven soorten in verschillende families omvat. Halecomorpfen werden algemeen aanvaard als de zustergroep van Teleostei, maar niet zonder twijfel. Terwijl een halecostome-patroon van neopterygische clades werd geproduceerd in op morfologie gebaseerde analyses van bestaande actinopterygiërs, werd een ander resultaat geproduceerd met fossiele taxa die een monofyletische Holostei vertoonden. 
De bestaande straalvinnigen van de subklasse Actinopterygii omvatten tweeënveertig orden, 431 families en meer dan 23.000 soorten. Ze zijn momenteel ingedeeld in de twee infraklassen Chondrostei en Neopterygii. Steuren, lepelsteuren, kwastsnoeken en rietvissen vormen de achtendertig soorten van de Chondrostei en worden beschouwd als relictsoorten. Inbegrepen in de meer dan 23.000 soorten neopterygiërs zijn acht relictsoorten.

## Soort
- Amia calva